# Prosopis articulata
Prosopis articulata är en ärtväxtart som beskrevs av Sereno Watson. Prosopis articulata ingår i släktet Prosopis och familjen ärtväxter. Inga underarter finns listade i Catalogue of Life.